# Beatrice af Storbritannien
Beatrice May Victoria Feodore ( 14. april 1857 Buckingham Palace – 26. oktober 1944, prinsesse af Storbritannien, gift prinsesse af Battenberg. Beatrice var det niende og yngste barn af dronning Victoria af Storbritannien og prins Albert af Sachsen-Coburg-Gotha.

## Familie og ungdom
Prinsesse Beatrice blev født den 14. april 1857 på Buckingham Palace i London. Hun var den femte datter og det niende og yngste barn af dronning Victoria af Storbritannien og hendes prinsgemal prins Albert af Sachsen-Coburg-Gotha. Ved hendes fødsel fik Victoria kloroform, hvilket var meget kontroversielt, og der blev kraftigt advaret mod at anvende midlet fra flere sider i det engelske samfund. Hun blev døbt i Buckingham Palaces private kapel.
Beatrice blev hurtigt sine forældres yndling, og det blev bemærket, at Victoria yndede selv at bade hende. Det havde ikke været tilfældet med de otte foregående børn.
Beatrice far døde allerede i 1861, og det prægede hendes barndom. Dronning Victoria sørgede i flere år og forventede at have sin yngste datter ved sin side hele tiden, hvilket Beatrice accepterede. Victoria følte sig stærkt knyttet til Beatrice og gav hende kælenavnet Baby. 
Hun fungerede siden som sin moders uofficielle sekretær og selskabsdame til moderens død i 1901.

## Ægteskab
Dronning Victoria så helst at Beatrice forblev ugift og afviste alle ægteskabstilbud og nægtede at diskutere muligheden.
Beatrice blev dog sat i forbindelse med den franske tronprætendent, Napoleon 4. Bonaparte, men han døde i Zulukrigen i 1879. Det påvirkede hende meget.
Beatrice blev i 1884 forelsket i den tyske prins, Henrik Moritz af Battenberg, på engelsk Henry Mountbatten og fortalte Victoria, at hun agtede at gifte sig med ham. 
Victoria nægtede at tale til hende i syv måneder. Hun gav dog til sidst efter, og brylluppet blev holdt i 1885 på øen Isle of Wight, hvor Victoria havde en af sine yndlingsresidenser Osborne House.
En af Victorias betingelser for at tillade brylluppet var, at Henry opgav sit hjem i Tyskland, og at parret boede hos hende, så Beatrice stadig kunne være hende til hjælp.

## Tiden med Henry
Beatrice og Henry fik et lykkeligt ægteskab om end i Victorias skygge. 
Beatrice fortsatte med at være til rådighed for sin moder, men hun og Henry fik dog lov til at tage på korte rejser for at besøge hans familie. 
Victoria kom til at holde meget af Henry, der dog ofte klagede over manglende indhold i tilværelsen. Victoria nægtede ham at deltage i militærmanøvrer og andre farlige opgaver, som han holdt af. For at give ham noget at beskæftige sig med, udnævnte hun ham til guvernør over Isle of Wight.
I 1895 fik han lov til at deltage i en ekspedition til Ashantiriget i Afrika. Her fik han malaria og døde kort efter. 
Efter knap ti års ægteskab blev Beatrice enke og brugtee sin tid på sin moder. Victoria anerkendte dog hendes behov for at være sin egen og gav hende en lejlighed på Kensington Palace. Lejligheden havde tidliger været beboet af Victoria selv.
Beatrices tilværelse blev ændret, da dronning Victoria døde i 1901.

## Tiden efter Victoria
En store del af tiden tilbragte Beatrice med at redigere Victorias dagbøger og journaler. Det var bestemt i moderens testamente. Det, hun fandt upassende, blev slettet. Ca. en trediedel blev tilbage efter hendes redigering.
Hun havde flere offentlige forpligteler ofte i forbindelse med noget, der relaterede til dronning Victoria, som hun blev forbundet med  i den britiske offentlighed.
Beatrice boede en del tid på Isle of Wight. Victoria havde udnævnt hende til guvernør der efter Henrys død.
I 1903 blev hendes eneste datter, Victoria Eugenia gift med kong Alfons 13. af Spanien.
Beartrice døde i 1944 og blev efter eget ønske begravet på Isle of Wight, hvor Henry også var stedt til hvile.